# Бендзин
Бе́ндзин — місто в південно-західній Польщі, у Домбровському вугільному басейні, який є частиною західної Малопольщі, у Сілезькому воєводстві. Був містом Корони Королівства Польського в бендзинській тенуті (старостві) в Прошовицькому повіті Краківського воєводства наприкінці XVI століття.
Бендзин — це історична столиця регіону Домбровського басейну. Належить до найстаріших міст (650 років з надання магдебурзького права) Малопольщі та Сілезького воєводства. Тут перебуває влада Бендзинського повіту (староство). Становить для регіону центр торгівлі, фінансово-економічний (промисловість, енергетика), адміністративний та культурно-освітний.
З економічного погляду Бендзин грає в основному адміністративну й торговельно-промислову роль. Поступово збільшується туристична привабливість.

## Місцезнаходження
Висота над рівнем моря:
- найвища: 382 м (Гора Святої Дороти (Доротка))
- найнижча: бл. 255 м (долина Чорної Пшемші в Малобондзі).

Місто розмаїте за рельєфом. Найвищі точки: Гора Святої Дороти (Доротка) (382 м), Парчіна (354 м), гора Кийова (Камьонка) (345,5 м), Малобондзкі узгір'я (308 м) з узвишшям Сиберки (прибл. 300 м), узвишшя Варп'я (297 м), та Замкова гора (285 м).

### Математично-географічне положення
Координати крайніх точок міста:
19°03′30″E — 19°11′16″E
50°22′13″N — 50°18′05″N.
Географічний центр міста знаходиться в координатах: 19°07′23″E i 50°20′09″N.

### Історично-географічне положення
Бендзин знаходиться 12 км від столиці Сілезького воєводства — Катовиць, 5 км від центру Сосновця та 4 км від Домброви-Гурнічої, на території Домбровського Басейну (у його склад входять також: Сосновець, Домброва-Гурнича, Челядзь, Войковиці, Славкув і Севеж), у західній Малопольщі на прикордонні з Верхньою Сілезією.

### Фізично-географічне положення
Щодо фізично-географічної районізації Польщі за Єжим Кондрацьким (2002) Бендзин розташований на території Сілезько-Краківського нагір'я (341), макрорайону Сілезьке нагір'я (341.1) та мезорайонів: Катовицьке нагір'я (341.13) тп Тарногурське пасмо (341.12).
Катовицьке нагір'я розташоване в центрі Сілезького нагір'я. На вугленосній скельній кам'яновугільній породі залягають доломіти та вапняки середнього тріасу, які у північній частині території створюють щільні антеклізи Тарногурського пасма.
У географічному рельєфі в межах Катовіцького нагір'я можна виділити кілька районів, на пограниччі яких  розташований Бендзин: Битомсько-Катовіцьке плато (240—260 м заввишки), Мисловіцьку котловину на Пшемші та Домбровську височину (понад 300 м).
Натомість у межах Тарногурського пасма територія Бенздина охоплює частину Зомбковіцького пасма й Твардовіцького плато разом із його найвищим узвишшям — Горою Святої Дороти (382 м).

### Адміністративне положення та межі
Бендзин є повітовим містом (де перебуває влада земського повіту) Сілезького воєводства.
Межує з: Сосновцем на півдні, Домбровою-Гурничою на сході, Челядзю на заході й південному заході, на коротій ділянці на річці Бриниця з Семяновицями-Шльонськими, Войковицями на заході та гміною Псари (місцевості: Псари, Ґрудкув, Сарнув, Пречув) на півночі.
Довжина меж Бендзина дорівнює 37,62 км.

## Демографія
Демографічна структура станом на 31 березня 2011 року:
|          | Загалом | Допрацездатний вік | Працездатний вік | Постпрацездатний вік |
| -------- | ------- | ------------------ | ---------------- | -------------------- |
| Чоловіки | 28154   | 4732               | 20156            | 3266                 |
| Жінки    | 30914   | 4505               | 18334            | 8075                 |
| Разом    | 59068   | 9237               | 38490            | 11341                |

## Природа
Крізь місто пливе річка Чорна Пшемша (бл. 8 км у межах міста) разом із Поґорією й Псарським Потоком. Бендзин у цілому знаходиться в басейні річки Пшемші.

## Промисловість
Металообробка, вироби, електроустаткування, харчова промисловість. В районі Бендзина — вугільні шахти.

## Історичні пам'ятки
В місті розташований Бендзинський замок — відреставрована середньовічна фортеця.

## Персоналії
- Александр Завадський (1899—196) — польський державний діяч, Голова Державної ради Польської Народної Республіки в 1952—1964 роках.